# Idarnes testacea
Idarnes testacea is een vliesvleugelig insect uit de familie Torymidae. De wetenschappelijke naam is voor het eerst geldig gepubliceerd in 1863 door Motschulsky.